# 塔爾維爾

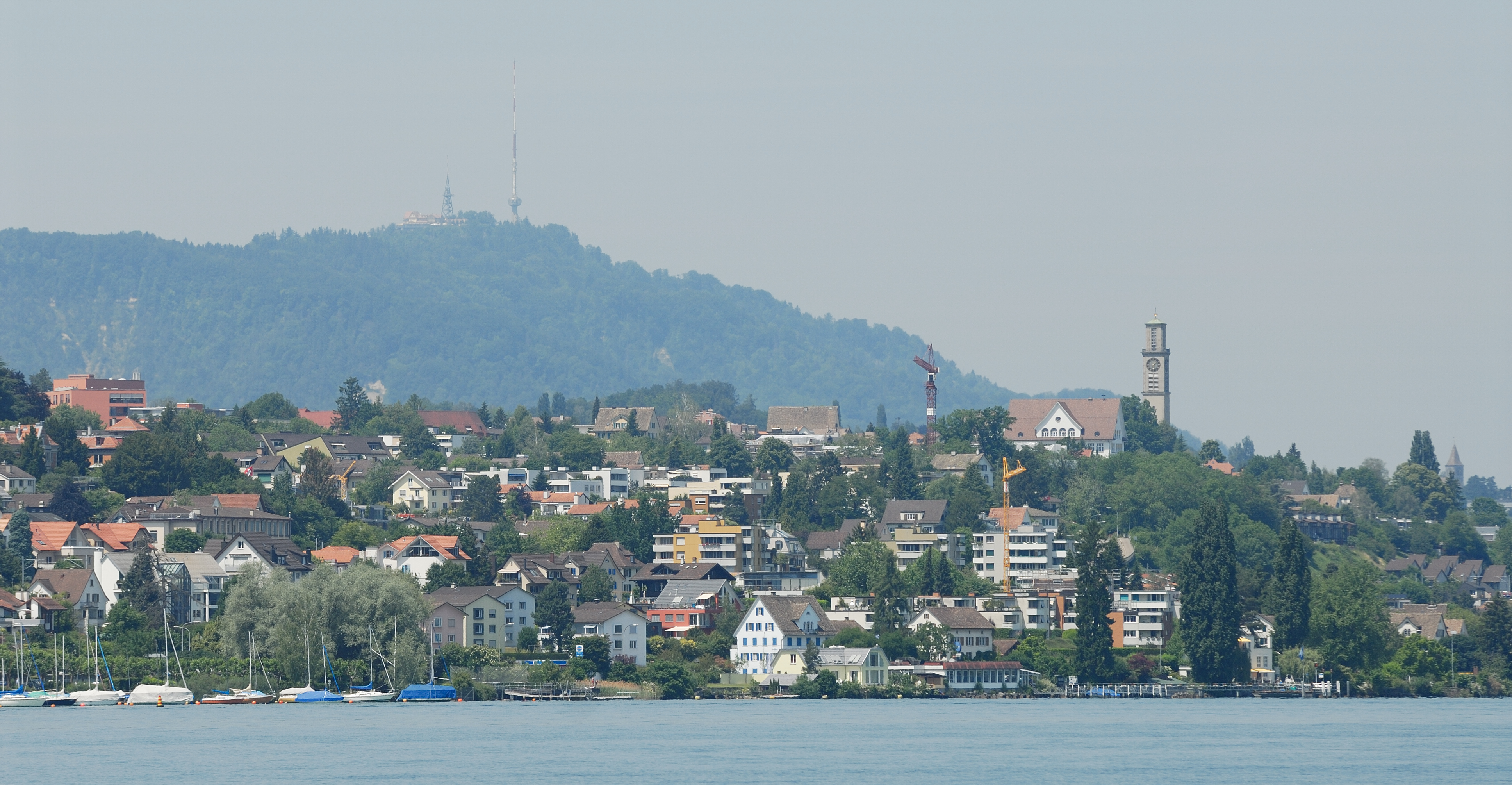
塔尔维尔和苏黎世湖

塔爾維爾（德語：Thalwil）是瑞士联邦苏黎世州豪尔根区的市镇，位於蘇黎世湖畔，面積为5.53平方公里，海拔高度486米，2018年12月31日人口数为17,990，其中四成居民信奉基督教。

## 外部連結
- 塔尔维尔官方网站 （页面存档备份，存于） （德文）